# Lac Couture
Lac Couture är en sjö i Kanada.   Den ligger i regionen Nord-du-Québec i provinsen Québec, i den östra delen av landet, 1 600 km norr om huvudstaden Ottawa. Lac Couture ligger 156 meter över havet. Arean är 273 kvadratkilometer. 
Trakten runt Lac Couture är nära nog obefolkad, med mindre än två invånare per kvadratkilometer.